# Брілінг Густав Вольдемарович
Густав Вольдемарович Брілінг (* 5 березня (21 лютого) 1867, Борисов — 1942?) — історик і етнограф, краєзнавець і художник. Один з ініціаторів заснування, директор першого у Вінниці народного музею (1919–1920), згодом багаторічний директор Вінницького історико-побутового музею (1923–1933) (нині це Вінницький краєзнавчий музей). Член Подільського губернського комітету охорони пам'яток мистецтва, старовини та природи (1922). Автор спогадів та свідчень про комуністичний Голодомор 1932–1933.
Жертва сталінського терору.

## Життя
Народився у 1867 році в білоруському місті Борисові, в родині землеміра. Коли йому не було ще й чотирьох років, помер батько, а мати з трьома дітьми переїхала до своїх батьків на Поділля. Густав Брілінг навчався у немирівській гімназії, яку закінчив в 1889 році.
Одразу по закінченні гімназії він вступив до Київського університету на юридичний факультет. У Києві, одночасно з навчанням, Г.Брілінг відвідував приватну художню школу М. І. Мурашка — відомого київського художника.
Після закінчення університету у 1894 році був направлений до Костроми, де працював при окружному суді виконувачем обов'язків судового слідчого. Там він працював протягом п'яти років, а згодом — у 1899 році — був переведений на службу до м. Плес на Волзі на посаду судового слідчого.
У 1907 році Г.Брілінг повертається до Вінниці, де знаходилась його мати. Довідник «Вся Винница», виданий в 1910 році, згадує прізвище Г. В. Брілінга тричі. Вперше, як вчителя законодавства в реальному училищі. Вдруге, як судового слідчого першої дільниці повітового суду. І втретє, як віце-командора створеного на кошти місцевих меценатів при тому ж реальному училищі водно — спортивного клубу «Спорт» на бузькому острівці поблизу Кумбар. Свідченням юридичних успіхів Г. В. Брілінга є обрання його з'їздом мирових суддів у 1909 році почесним суддею.
На базі яхт-клубу «Спорт» Г. В. Брілінгом було створено спортивний юнацький центр тодішньої Вінниці. І не тільки для учнів училища, а й для хлопців з робітничого Замостя, мешканців єврейської Єрусалимки, босоногих селюків приміських П'ятничан.
Протягом 1913–1919 pp. він працював на посаді судового слідчого в Пирятині та Лубнах на Полтавщині.
В 1910 році остаточно формуються естетичні інтереси Г. В. Брілінга — від зберігання предметів старовини й мистецтва до створення музею. Цьому він присвячував весь свій вільний час, об'єднуючи навколо себе людей, які також мріяли про справжній музей у Вінниці: художники Д. І. Коротков, В. Ф. Коренєв, Натан Альтман, дрібний поміщик І. С. Урбанський, колега Г. В. Брілінга по судовій практиці Д. Ф. Грепачевський.
В цей час Г. В. Брілінг є активним членом Подільського Товариства по охороні історико-культурних пам'яток мистецтва та старовини. Саме це Товариство вперше, ще у 1914 році, а згодом — в 1917 році порушує клопотання перед органами влади про виділення приміщення і коштів для майбутнього академічного музею. Постановою Вінницької міської думи від 1(14) травня 1918 року Товариству передано приміщення «Мурів» (крім Казанської церкви та квартири священика), а також виділено певне фінансування. Через деякий час це рішення було оскаржено у губернському суді. До справи втрутилась Директорія УНР, яка 18 грудня 1918 року у своєму листі на адресу вінницького міського голови, зокрема, зазначала, що «Справа утворення у Вінниці музею є дуже важна, бо в сей мент багато культурних пам'яток гине та вивозиться за границю». Директорія наполягала, щоб «в найближчому засіданню думи в першу чергу поновити ранішу постанову думи про передачу Мурів зазначеному Товариству під музей, додержавши всі формальності з боку закону», а виписку з протоколу думи негайно надіслати до Міністерства внутрішніх справ. В результаті цього на утримання музею було, виділено на 1919 рік 460 тис. крб. Прийнято також і другу постанову думи про музей від 23 січня 1919 року.
Але історичні події дали можливість відкрити музей лише у травні 1919 року на приватній квартирі художника В. Ф. Коренева. На долю засновників в ті буремні часи випали нелегкі випробування.
Будь-якого дня колекція могла стати здобиччю, а швидше всього жертвою безглуздого погрому мародерів — з числа представників швидко змінної «влади». Одного разу реквізицією зайнявся один з ад'ютантів Петлюри, обставляючи його резиденцію у колишньому будинку місцевого фабриканта Львовича (тепер приміщення обласного радіокомітету). Під час перебування у місті польських військових частин свої претензії на музейні цінності заявив колишній власник маєтку у П'ятничанах на околиці Вінниці граф Грохольський.
За радянської влади безліч доповідних Густава Вольдемаровича на адресу губнаросвіти про необхідність створення умов для існування музею, збирання й збереження колекцій, пам'яток мистецтва і старовини, у більшості випадків не знаходили розуміння та підтримки. Однак, попри всі труднощі, музей працював і навіть поповнювався новими експонатами, хоча в штаті музею рахувалось лише 2 чол. В одній із своїх доповідних, де йдеться про безліч недоліків та повне ігнорування на Вінниччині постанов українського уряду, Густав Брілінг, зокрема, писав: «Все це гальмує здійснення охорони й надзвичайно загибельно відзначається на культурних пам'ятках старовини, які гинуть по всій окрузі, як від природних умов, так і від некультурності населення». І далі: «На нас полягає моральна відповідальність перед краєм за неприйняття належних заходів щодо врятування культурних цінностей».
Брілінг та його однодумці на громадських засадах, Ю.Александрович, В.Сильвестров, налагодили ретельний опис музейної збірки, реставрацію художніх та етнографічних виробів, старовинних рукописів і книг. Опрацював ілюстровані альбоми подільських писанок, вишиванок та килимарства, розробив технологію реставрації старовинних килимів. Власним коштом їздили в райони, збираючи музейні цінності. Вже в 1928 музейне зібрання налічувало близько 10 тис. одиниць збереження.
В документі, датованому 1928 роком на адресу наркомсвіти УССР, Г.Брілінг відзначає: «За останніх років музей наш з випадкової збірки рештків панського майна перетворився в установу, яка може пишатися своїм етнографічним зібранням, які добре характеризують мистецтво та побут подільського селянства. Моя робота (1926 р.) по перевірці молитвених будинків нашої округи утворила цікавий церковний відділ і дала велику збірку подільських килимів, між якими є уніки у всеукраїнському масштабі».
1929 рік почався для Вінницького музею переїздом у нове приміщення комплексу «Мури», а його штат збільшився до 10 чоловік. Згодом секретаріат Вінницького окрпарткому приймає рішення про організацію у Вінниці музею революції. Незабаром такий музей створюється в залах краєзнавчого музею.
В грудні 1933 року Г. В. Брілінга заарештували за звинуваченням у шпигунстві на користь Німеччини. Спішно фабрикується справа міфічної «Української військової організації» (УВО). Свідченням того, що 66-річний музейний працівник є членом УВО, стають старовинні крем'яні мушкети з фондів музею, різне листування та фотокартки. Згодом робиться спроба притягнути Густава Вольдемаровича до нової справи — так званих «жупанів-археологів». Але й тут бракує доказів. Справу припинено і через 5 місяців після арешту Г. В. Брілінга звільнено.
Але Густав Вольдемарович і після цього не пориває зв'язків з музеєм, він залишався консультантом у питаннях мистецтва і намагався поповнювати художню колекцію музею. Ним в цей час було придбано для музею деякі килими, вишивки, дуже цінний альбом малюнків Норбліна і Орловського. Матеріально родина тяжко бідувала, але про повернення до роботи не йшлося. Г. В. Брілінг ввійшов до розряду неблагонадійних.
Підставою для другого арешту, вже у 1940 році, були написані ним мемуари. Протокол обшуку офіційно фіксує конфісковані зошити:
- «Спогади про Вінницький музей» — один загальний зошит на 125 сторінок;
- «Підсумки життя» — 17 зошитів, всього — 568 сторінок;
- «Підсумки життя — громадське» — 6 зошитів на 270 сторінок;
- «Мій щоденник». Січень-березень 1940 року — З зошити на 109 сторінок.

Для сучасних краєзнавців мемуари Г. В. Брілінга втрачено, вони відсутні у архіві СБУ. Про їхній зміст дають побічну уяву лише рядки із судової справи, свідчення самого Г. В. Брілінга: «Я в своїх мемуарах писав те, що було, відбивав дійсність. Я описував свої дитячі роки, як я учився. Писав про школу в 1938 і 1939 pp., бо школа випускала неграмотних школярів і моральна сторона в школі поставлена нижче критики… Я писав в мемуарах своїх, що преса не завжди правильно освітлює дійсність, нічого не писала про труднощі, які ми переживали в 1933 році… Я був тої думки, що економічна і фінансова політика наша була не зовсім вірною. Я рахував, що влада повинна турбуватись про те, щоб народ був одягнутий і обутий, а цього не було. …Свої мемуари я писав для історії, а не для себе. Я вважав, що мої мемуари перейдуть до моїх внуків і правнуків і вони будуть знати, як я жив…»
21 червня 1940 року Вінницький обласний суд виносить вирок: Г. В. Брілінга засуджено по ст. 54-10 ч. 1 КК УРСР до 4 років позбавлення волі та поразки в правах строком на 2 роки. Касаційні скарги у вересні і жовтні 1940 року залишені без задоволення.
Густав Брілінг Густав помер на шляху евакуації з Старобільського табору (нині Луганська область) на північ, де — невідомо.
У 1956 році сини Густава Вольдемаровича Георгій та Валентин звертались до всіх інстанцій з проханням про реабілітацію батька і просили повідомити про його долю та повернути батьківські мемуари. У відповідь приймається постанова обласної прокуратури від 14 лютого 1957 року: «Скарга задоволенню не підлягає. Провина Брілінга підтверджується матеріалами справи (!) та його свідченням у суді… При таких обставинах вважаю, що Брілінга засуджено обґрунтовано. Кваліфіковано злочин правильно, міра покарання обрана судом відповідно до діянь з врахуванням особистості».
В лютому 1988 року єдиний з синів Г. В. Брілінга, що залишився — Валентин, знову звернувся про реабілітацію батька. Йому був 81 рік, за плечима велике і складне життя. В заяві він висловив сподівання, що, можливо, нарешті «з великим запізненням, посмертно буде змита ця чорна пляма з його батька».
Постановою Пленуму Верховного Суду України від 26 серпня 1988 року вирок від 21 червня 1940 року скасовано і Густава Вольдемаровича Брілінга майже через півстоліття реабілітовано на підставі «відсутності складу злочину».